# NFL sezona 1925.
NFL sezona 1925. je 6. po redu sezona nacionalne lige američkog nogometa.
U sezoni 1925. natjecalo se ukupno 20 momčadi. Sezona je počela 20. rujna, a završila je 20. prosinca 1925. Prvacima su proglašeni Chicago Cardinalsi.

## Poredak na kraju sezone
| Momčad                   | Pob | Por | Ner | %    |
| ------------------------ | --- | --- | --- | ---- |
| Chicago Cardinals*       | 11  | 2   | 1   | 84,6 |
| Pottsville Maroons       | 10  | 2   | 0   | 83,3 |
| Detroit Panthers         | 8   | 2   | 2   | 80,0 |
| New York Giants          | 8   | 4   | 0   | 66,7 |
| Akron Pros               | 4   | 2   | 2   | 66,7 |
| Frankford Yellow Jackets | 13  | 7   | 0   | 65,0 |
| Chicago Bears            | 9   | 5   | 3   | 64,3 |
| Rock Island Independents | 5   | 3   | 3   | 62,5 |
| Green Bay Packers        | 8   | 5   | 0   | 61,5 |
| Providence Steam Roller  | 6   | 5   | 1   | 54,5 |
| Canton Bulldogs          | 4   | 4   | 0   | 50,0 |
| Cleveland Bulldogs       | 5   | 8   | 1   | 38,5 |
| Kansas City Cowboys      | 2   | 5   | 1   | 28,6 |
| Hammond Pros             | 1   | 4   | 0   | 20,0 |
| Buffalo Bisons           | 1   | 6   | 2   | 14,3 |
| Rochester Jeffersons     | 0   | 6   | 1   | 0,0  |
| Dayton Triangles         | 0   | 7   | 1   | 0,0  |
| Duluth Kelleys           | 0   | 6   | 1   | 0,0  |
| Milwaukee Badgers        | 0   | 6   | 0   | 0,0  |
| Columbus Tigers          | 0   | 9   | 0   | 0,0  |

Napomena: * - proglašeni prvacima, % - postotak pobjeda

## Vanjske poveznice
- Pro-Football-Reference.com, statistika sezone 1925. u NFL-u